# Luciano González (periodista)
Luciano González Ossorio (Ciudad Real, 1932 - ) es un periodista e historiador de la prensa español.
Se afincó en Málaga desde 1975 donde fue muchos años jefe de prensa con los alcaldes Pedro Aparicio Sánchez y Celia Villalobos. Trabajó en Buenos Días Málaga y La Opinión de Málaga. Vicepresidente del Ateneo de Málaga, cuya revista Ateneo del Nuevo Siglo dirige, es ateneísta de honor y presidente de la Federación de Ateneos de Andalucía. Ya jubilado, realizó una tesis doctoral en la UMA sobre la labor periodística de Antonio Cánovas del Castillo que, entre otras novedades, sacó a la luz los 14 números de la revista La Joven Málaga, dirigida por el futuro político conservador en 1845 cuando apenas tenía 17 años, y 119 artículos inéditos no aparecidos en sus Obras completas.